# 히파르코스
히파르코스(그리스어: Ἵππαρχος, 기원전 190년 ~ 기원전 120년)는 고대 그리스의 천문학자, 지리학자, 수학자이다. 헬레니즘 시대에 활동했다.
히파르코스는 지금의 튀르키예 이즈니크인 니카이아에서 태어나 로도스에서 사망한 것으로 추정된다. 최소한 기원전 147년부터 기원전 127년까지는 천문학자로 활동했다. 그는 또한 현존하는 기록상 태양과 달의 모형을 정확하고 양적으로 설명한 것으로 유명하다. 삼각법을 창시한 것으로 여겨지는 중요한 인물이지만 우연히 지구의 세차운동의 일종인 춘분점 세차를 알아낸것으로도 유명하다.이것을 발견하기까지 바빌로니아 칼데아인들의 관측기록과 수학적기법을 사용한 것으로 보인다. 지구와 달 사이의 거리를 정확하게 추정 한 최초의 사람이었다. 삼각법에의한 삼각표를 가지고 다녔으며, 구면 삼각법에 관련된 몇몇 문제를 푼 것으로 보인다. 그는 일식, 월식, 그리고 삼각법을 이용해 처음으로 일식을 예견하는 방법을 개발한 선구자로 알려져 있다. 그의 유명한 발견은 세차운동, 포괄적인 초기의 성단표, 아스트로라베, 천구의 등이다. 클라우디오스 프톨레마이오스의 천동설이 우주론의 주류를 이루기 전까지 그의 발견은 널리 통용되었다.

## 같이 보기
- 아리스타쿠스
- 삼각측량
- 성도